# IC 557
IC 557 ist eine linsenförmige Galaxie vom Hubble-Typ S0/a mit aktivem Galaxienkern im Sternbild Löwe an der Ekliptik. Sie ist schätzungsweise 266 Millionen Lichtjahre von der Milchstraße entfernt und hat einen Durchmesser von etwa 60.000 Lichtjahren.
Im selben Himmelsareal befinden sich u. a. die Galaxien NGC 2984, IC 552, IC 556.
Das Objekt wurde am 22. April 1892 von dem französischen Astronomen Stéphane Javelle entdeckt und später von Johan Dreyer in seinem Index-Katalog verzeichnet.